# Alden Ehrenreich
Alden Caleb Ehrenreich (Los Angeles, 22 novembre 1989) è un attore statunitense.

## Biografia
Di origini ebraiche, polacche, ungheresi, austriache e russe, è il figlio di Sari Newmann, designer d'interni, e di Mark Ehrenreich, contabile.
Notato da Steven Spielberg all'età di 14 anni, è noto per il suo debutto nel film di Francis Ford Coppola del 2009 Segreti di famiglia, nel ruolo di Benjamin Tetrocini, detto Bennie, un diciottenne che arriva a Buenos Aires ritrovando suo fratello maggiore Angelo, detto Tetro. Viene diretto nuovamente da Coppola nel suo successivo film Twixt del 2011.
Nel 2016 è tra gli interpreti di Ave, Cesare!, film di Joel ed Ethan Coen, mentre nell'aprile dello stesso anno viene scelto come nuovo interprete di Ian Solo nel film spin-off della saga di Guerre stellari, intitolato Solo: A Star Wars Story, ambientato prima degli eventi della trilogia originale e uscito nel 2018. Nel 2022 si unisce al cast della miniserie televisiva del Marvel Cinematic Universe Ironheart, dove ha interpretato ufficialmente il villain Ezekiel "Zeke" Stane, il figlio di Obadiah (la nemesi di Iron Man), in uscita nel 2025 per la piattaforma streaming Disney+. I suoi più recenti progetti includono Cocainorso (diretto da Elizabeth Banks) e Oppenheimer (diretto da Christopher Nolan).

## Filmografia

### Cinema
- Segreti di famiglia (Tetro), regia di Francis Ford Coppola (2009)
- Somewhere, regia di Sofia Coppola (2010) - non accreditato
- Twixt, regia di Francis Ford Coppola (2011)
- Stoker, regia di Park Chan-wook (2013)
- Beautiful Creatures - La sedicesima luna (Beautiful Creatures), regia di Richard LaGravenese (2013)
- Blue Jasmine, regia di Woody Allen (2013)
- Ave, Cesare! (Hail, Caesar!), regia di Joel ed Ethan Coen (2016)
- L'eccezione alla regola (Rules Don't Apply), regia di Warren Beatty (2016)
- Il destino di un soldato (The Yellow Birds), regia di Alexandre Moors (2017)
- Solo: A Star Wars Story, regia di Ron Howard (2018)
- Cocainorso (Cocaine Bear), regia di Elizabeth Banks (2023)
- Oppenheimer, regia di Christopher Nolan (2023)
- Fair Play, regia di Chloe Domont (2023)
- Weapons, regia di Zach Cregger (2025)

### Televisione
- Supernatural – serie TV, episodio 1x02 (2005)
- CSI - Scena del crimine (CSI: Crime Scene Investigation) – serie TV, 1 episodio (2006)
- Brave New World – serie TV (2020)
- Ironheart, regia di Sam Biley e Angela Barnes – miniserie TV, 6 puntate (2025)

### Cortometraggi
- Switcheroo!, regia di Bryan Basham (2008)
- Greased, regia di Roxine Helberg (2009)
- Ten Fingers, regia di Sam Boyd (2009)
- A Dentist, regia di Joshua Margolin (2011)

## Doppiatori italiani
Nelle versioni in italiano delle opere in cui ha recitato, Alden Ehrenreich è stato doppiato da:
- Emanuele Ruzza in Solo: A Star Wars Story, Brave New World, Cocainorso, Fair Play, Oppenheimer, Ironheart, Weapons
- Davide Perino in Segreti di famiglia, Blue Jasmine, Ave, Cesare!, L'eccezione alla regola
- Fabrizio De Flaviis in CSI - Scena del crimine
- Flavio Aquilone in Beautiful Creatures - La sedicesima luna
- Daniele Giuliani in Stoker
- Stefano De Filippis in Supernatural